# Alliopsis arnaudi
Alliopsis arnaudi este o specie de muște din genul Alliopsis, familia Anthomyiidae, descrisă de Griffiths în anul 1987. Conform Catalogue of Life specia Alliopsis arnaudi nu are subspecii cunoscute.